# Paul Pagk
Paul Pagk est un peintre abstrait né en Angleterre en 1962. Il a vécu en France à partir de 1973. Il vit et travaille à New York depuis 1988.

## Biographie
Paul Pagk est né en 1962 d'un père tchèque et d'une mère anglaise. Sa mère est peintre et c'est avec elle qu'il commence à parcourir les musées dès son plus jeune âge.
Il entre à l'École nationale supérieure des beaux-arts de Paris en 1978 et en ressort en 1982, année pendant laquelle il co-fonde l'espace « 55 rue des Panoyaux » à Ménilmontant (Paris), un lieu de travail d'artistes situé dans une fonderie désaffectée. Un an plus tard, il rencontre le galeriste Jean Fournier qui devient l'un de ses premiers collectionneurs.
En 1984, il expose à la galerie Jean Fournier (Paris) et au Musée des Arts Décoratifs. En 1987, il expose de nouveau à la galerie Jean Fournier (première exposition personnelle à la galerie), au Crédac (Ivry), et reçoit le Prix Fénéon (université de la Sorbonne, Paris), puis après avoir exposé au Parc Floral de Paris en 1988, il part à New York car c'est là qu'il vient de trouver un grand loft pour travailler. Un séjour qui ne devait durer qu'un an s'est transformé en installation à long terme. Il découvre en 1988, à la Dia Art Foundation à Chelsea, la triple exposition de Blinky Palermo, Imi Knoebel et Joseph Beuys, qui aura une influence importante sur son travail, et s'intègre dans la communauté vibrante des artistes et peintres abstraits et minimalistes à New York.
En 1990, il est inclus avec l'artiste américaine Jacqueline Humphries et l'artiste coréen Huyn Soo Choi dans l'exposition "Three Painters" organisée à Soho (New York) par Tim Nye. L'année suivante, Tim Nye inaugure l'ouverture de son centre d'art "Thread Waxing Space" à Soho avec la première exposition personnelle à New York de Paul Pagk. En 1993, la deuxième exposition personnelle de Pagk à Thread Waxing Space est accompagnée d'un petit catalogue sophistiqué incluant une interview de l'artiste par Tim Nye. Depuis, son travail est exposé régulièrement en France, aux États-Unis et en Europe.
Des expositions institutionnelles de son travail ont eu lieu au Centre d'Arts Plastiques, Royan (2022), à la Fondation Fernet-Branca, Saint-Louis (2021) et au C.R.A.C. Montbéliard (1999), tous en France. Il a exposé en solo à la galerie Miguel Abreu (2023), à la galerie Eric Dupont, Paris (2019, 2016 et 2014), à la Baukunst Galerie, Cologne (2008), à Markus Winter, Berlin (2007), à la CRG Gallery, New York (1995 et 1994), à Thread Waxing Space, New York (1993 et 1991), à la galerie Jean Fournier, Paris (1987), parmi d'autres. Récemment, son travail a été inclus dans Singing in Unison : Artists Need to Create on the Same Scale That Society Has the Capacity to Destroy, Part 6 organisé par Phong H. Bui à la galerie Miguel Abreu, New York (2022). 
Les œuvres de Pagk sont incluses dans les collections permanentes du Fonds national d'art contemporain (FNAC), Paris ; Les Abattoirs, Toulouse ; FRAC Picardie, France, Springfield Museum of Art, OH ; Hood Museum of Art, Dartmouth College, NH, entre autres[4].
Il a reçu de nombreux honneurs, dont le Prix Fénéon (1987), le Pollock-Krasner Foundation Grant (1998), le prix Sheldon Bergh (2000), le Adolph and Esther Gottlieb Foundation Grant (2012), le Pollock-Krasner Foundation Grant (2012), , le Prix de la Fondation Joan Mitchell (2014)  la New York Foundation for the Arts (NYFA) Painting Fellowship Grant (2018). 

## Démarche
"Paul Pagk est un peintre abstrait dont le langage pictural est fait de dualités et de découvertes. Son travail invite le spectateur à ralentir l'acte de perception, c'est-à-dire à "regarder", "sentir" et peut-être "voir". Alors que son style de composition communique une approche minimaliste de la forme, Pagk joue avec la planéité de l'image en utilisant des lignes à main levée et une abstraction gestuelle, aussi subtile soit-elle par endroits... Les rythmes picturaux inhérents aux peintures et aux dessins de Pagk sont sans équivoque. Les coups de pinceau de l'artiste, à la fois larges et limités, ont un caractère délibéré qui témoigne de la fluidité de l'esprit et de la respiration de la main à l'œuvre. Comme des plans d'architecture qui ont perdu leur peau et se sont réarrangés de l'intérieur, les compositions graphiques décalées de Pagk sont structurellement saines, mais pas dans un sens rigide ou mécanique. Quelles que soient les illusions et les sensations que ses toiles peuvent produire, l'intention déclarée de Pagk est que les spectateurs "habitent" ses peintures et les constructions spatiales qu'elles contiennent". -  Raphael Rubinstein (Extraits traduits d'un communiqué de presse)
Les couleurs, la lumière et la ligne, peuvent évoquer des affinités avec l'art de Fred Sandback, Robert Irwin, James Turrell, Blinky Palermo et Imi Knoebel, mais l'œuvre picturale de Pagk est profondément originale, établissant un nouveau vocabulaire de structures improbables qui nous absorbent dans leur complexité mentale et physique. Certains commentaires sur son travail font appel à la danse ou au jazz.
Comme l'explique le curateur américain Franklin Sirmans, dans le catalogue d'exposition publié en 1999 par le centre d'art Le 10neuf du CRAC de Montbéliard, France (Le Principe du plaisir) : « Ses surfaces patiemment construites (Pagk peut rester trois mois sur une même toile) mettent en avant la qualité de la peinture elle-même…. C'est aussi la densité de la peinture qui en appelle a la spiritualité, à la manière des maîtres flamands et du "petit pan de mur jaune" célébré par Proust....je suis frappé par le sérieux de sa démarche, qui nous mène au cours d'une véritable revue de l'histoire de l'art des constructivistes russes tel Malevitch, à l'art conceptuel dont témoignent les monochromes de Ryman, en passant par les déductions abstraites de Reinhardt ou Newman dans les années cinquante. Ces références canoniques permettent au spectateur de joindre les pointillés, comme pour la peinture thématique, sans que ce soit nécessairement le cas. Le style de l'artiste reste profondément original, loin d'une ode fastidieuse aux aspirations modernistes ou post-modernes... ».

## Expositions (Sélection)
- - 2024 - Wacław Szpakowski in Continuity, Miguel Abreu Gallery, New York
  - 2023 - Dessins d’hier et d’aujourd’hui : Paul Pagk en conversation avec une sélection d’oeuvres de Durer a Matisse / Drawing Past and Present: Paul Pagk with Master Works from Durer to Matisse, Joe Project, Montréal, QC, Canada
  - 2023 - Paul Pagk, Miguel Abreu Gallery, New York
  - 2022 - Paul Pagk: Peintures et Dessins 2008-2021, Centre d’Arts Plastiques (C.A.P.) de Royan, France
  - 2022 - Queen of Spades, Hionas Gallery, New York, NY * 2022 - Pas de Deux: Paul Pagk, Thomas Park Gallery, Seoul, South Korea
  - 2021 - Paul Pagk: Rythmes & Structures, Fondation Fernet-Branca, Saint-Louis, France
- 2019 - Paul Pagk : Interaction, Galerie Eric Dupont, Paris, France
- 2016 - Paul Pagk, Galerie Eric Dupont, Paris, France[10],[11]
- 2015 - ON PAPER Mamie Holst and Paul Pagk, presented by Jane Kim, 33 Orchard, New York City, USA[12],[13]
- 2014 - Œuvres récentes, Galerie Eric Dupont, Paris, France[14],[15]
- 2014 - Material Way,  curated by Kathleen Kucka, Shirley Fitterman Art Gallery BMCC, New York City, USA
- 2014 - (S)ITATIONS La beauté devient avant-garde une passion privée,  Musée de Sarrebourg, Sarrebourg, France
- 2014 - Summer Show, Focus on Painting,  FL Gallery, Milan, Italie
- 2014 - Brooklyn Bridge,  curated by Justine Frischmann, George Lawson Gallery, San Francisco, CA, USA
- 2013 - 18 Drawings and 1 Painting,  Studio 10, Brooklyn, New York, USA[16]
- 2013 - Come Together: Surviving Sandy, Year 1, curated by Phong Bui, Dedalus foundation, Brooklyn, USA
- 2013 - La main invente le dessin, Centre culturel de rencontre, Abbaye de Saint-Riquier, France
- 2013 - Four Tet,  JiM Comtempori, Barcelone, Espagne
- 2013 - Emergence,  A Proposition by: Katrin Bremermann, Erin Lawlor & Yifat Gat, Hôtel de Sauroy, Paris, France
- 2013 - Wit,  curated by Joanne Freeman, Painting Center, New York, USA
- 2012 - Around the corner, Four Painters Living in Tribeca: Hermine Ford, Joanne Greenbaum, Paul Pagk, Gary Stephan,  organized by Lucien Terras, New York, USA
- 2012 - Line and Plane,  McKenzie Fine Art, New York City, USA
- 2012 - Surface Affect,  Miguel Abreu Gallery, New York City, USA[17]
- 2011 - Mesquite  drawings,   Some Walls, Oakland, CA, USA[18]
- 2011 - A Review,  Edward Thorp Gallery, New York, USA
- 2011 - 70 Years of Abstract Painting – Excerpts, Jason McCoy inc. New York, USA
- 2011 - Paper A-Z,  Sue Scott Gallery, New York, USA
- 2011 - Geometric Days, curated by Papo Colo, Jeanette Ingberman, and Herb Tam, Exit Art, New York, USA
- 2010 - Recent Paintings, My Red maybe your Orange, even, Galerie Eric Dupont, Paris, France
- 2010 - Painting and Sculpture, Foundation for Contemporary Art Benefit, Lehmann Maupin, New York, USA
- 2010 - Informal Relations curated by Scott Grow, Indianapolis Museum of Contemporary Art, Indianapolis, USA
- 2010 - Geometric Progressions, Edward Thorp Gallery, New York, USA
- 2010 - Lush Life, curated by Franklin Evans and Omar Lopez-Chahoud, Scaramouche, New York, USA
- 2009 - A fleur de peau II – Le dessin à l’épreuve, Galerie Eric Dupont, Paris, France
- 2008 - Present, curated by Jay Murphy, HP Garcia Gallery, New York, France
- 2008 - Group Show, Galerie Eric Dupont, Paris, France
- 2008 - Home is where the heart is,  Baukunst Galerie, Cologne, Allemagne
- 2008 - Untitled (On Paper),  Moti Hasson Gallery, New York, USA
- 2007 - Inside the Pale, curated by Frank Schroder, Thrust Projects, New York, USA
- 2007 - Orthodoxe/Hétérodoxe : choisir sa ligne, Le 10neuf, C.R.A.C. Monbéliard, France
- 2007 - To K from P with love, Markus Winter, Berlin, Allemagne
- 2007 - Aftermath & lexicon, Moti Hasson Gallery, New York, USA
- 2007 - Beyond the Pale, curated by Candice Madey and Tairone Bastien, Moti Hasson Gallery, New York, USA
- 2007 - Recent Paintings, Galerie Eric Dupont, Paris, France
- 2006 - Trait, ligne, écrire l’espace,  F.R.A.C Beauvais, France
- 2006 - Twist it Twice, curated by Franklin Evans, Moti Hasson Gallery, New York, USA
- 2006 - Hands up/Hand down, Miguel Abreu Gallery, New York, USA
- 2003 - Le cabinet de Gabriel Orozco, F.R.A.C. Picardie Amiens, France
- 2003 - Le cabinet d'Ann Philbin, F.R.A.C. Picardie Amiens, France